# Rolling in the Deep
«Rolling in the Deep» es una canción interpretada por la cantautora británica Adele, perteneciente a su segundo álbum de estudio, 21, de 2011. La intérprete la compuso junto a Paul Epworth, quien también se encargó de su producción. Salió al mercado musical el 29 de diciembre de 2010 a través de XL Recordings y Columbia Records como el sencillo principal de dicho disco. Esta canción representó un suceso comercial para Adele, empujándola hacía la fama mundial. El día 2 de septiembre del 2013 la revista Billboard publicó su lista Hot 100 55th Anniversary: The All-Time Top 100 Songs donde se colocó en la posición n.º 31. Con el tiempo, llegó a vender más de 17 millones de copias mundialmente.
Tras su lanzamiento, «Rolling in the Deep» recibió muy buenas críticas por parte de la prensa musical, quienes emitieron comentarios favorables sobre hacia la producción de la canción y la voz de Adele. La canción alcanzó el puesto número 1 en doce países y también fue parte del Top Five de muchos otros países. Fue la primera canción número uno de Adele en los Estados Unidos, alcanzando el primer lugar en muchas listas de Billboard, incluyendo el Hot 100 donde fue el número uno durante siete semanas. En febrero de 2012, «Rolling in the Deep» había vendido más de 8,7 millones de copias en los Estados Unidos, convirtiéndola en la canción digital más vendida por una artista femenina en dicho país, así como en la segunda canción digital más vendida y el sencillo más vendido de Adele fuera de su país de origen, superando a su anterior sencillo más vendido el cual fue «Chasing Pavements». La canción fue la quinta más vendida del 2011 a nivel mundial, con ventas de 8,2 millones. En 2019, con ventas de más de 20,6 millones de copias en todo el mundo, «Rolling in the Deep» se convirtió en uno de los sencillos digitales más vendidos de todos los tiempos. La canción pasó 65 semanas en la lista Hot 100 de Billboard, convirtiéndose en ese momento la canción con mayor número de semanas en dicha lista, empatando el mismo lugar con la cantante Jewel y su doble sencillo «Foolish Games»/«You Were Meant for Me».
El video musical de la canción fue dirigido por Sam Brown y protagonizado por Adele. A la fecha, el videoclip cuenta con más de 2,000 mil millones de visualizaciones en su canal Vevo de YouTube. El vídeo recibió siete nominaciones principales en los premios MTV Video Music Awards de 2011, incluyendo la categoría vídeo del año y ganó por mejor edición, mejor dirección de arte y mejor fotografía.  En la 54.ª edición de los Premios Grammy, «Rolling in the Deep» ganó tres galardones por canción del año, grabación del año y mejor video musical de formato corto.

## Composición
Según Bill Lamb, Rolling In The Deep presenta "ritmos marciales" machacando teclas de piano con cantantes de apoyo. La voz de Adele ha sido descrita como un toque de "growl de blues sucios" al estilo de Wanda Jackson de hecho, la canción fue justamente inspirada en Funnel Of Love de Wanda Jackson grabada en 1961. Según Nadine Choung de AOL Radio Blog la canción es "cantada desde la perspectiva de un amante desilusionado, que es finalmente capaz de ver la luz, pero a pesar de los sentimientos, la reconciliación no es una opción aquí". Según la partitura publicada por Emi Music Publishing, "Rolling in the Deep" es una canción pop alternativo, pop rock y soul en tonalidad de do menor. Establecido en tiempo común con un tiempo de 104 pulsaciones por minuto, la canción sigue la básica progresión armónica de Do5–Sol5– Si♭5–Sol5– Si♭5 en la duración de la canción, tramos de voz de Adele de Si♭3 Re5, la nota más alta siendo cantado mediante el registro de voz.

## Crítica
Esta canción ha recibido comentarios muy favorables por la voz de Adele, su letra y su instrumentación. The Sun calificó la canción como "un himno pop que va avanzando con pasos resonantes, un piano dando golpes y una voz que cabría esperar en una veterana con 20 años de trayectoria." Bill Lamb de About.com le dio una puntuación perfecta de 5 y dijo: "'Rolling in the Deep' [...] no pierde el tiempo en presentar la sorprendente autoridad con toques de blues de su voz. Tras menos de 5 segundos de empezar proclama el aumento de emoción que resulta en sueños de venganza contra un amante que le ha hecho mal. La suya es una voz que puede provocar escalofríos en la espalda y, cuando está en un humor como éste, la sensación de premonición fijará su atención." Jason Lipshutz de la revista Billboard halagó los "coros arrasantes" y sintió que la canción pone énfasis similar en su abstención, pero a su vez, las múltiples capas de instrumentación le dan a los gemidos de la cantante inglesa una profundidad inaudita". Lipshutz también alabó el desempeño vocal de Adele al escribir: "El notorio salto en confianza vocal resalta la pista. Graciosamente mantiene la última estrofa y ataca las primeras palabras del coro lleno de dolor, 'We could have had it all,' directo a la cabeza." Barry Walters de la revista Rolling Stone le dio una crítica positiva a la canción y comentó: "'Rolling in the Deep' ubica a la joven de 22 años en un modo góspel-blues, con un sonido poderoso pero no particularmente pop. Comenzando con notas de guitarra acústica, esta pista que habla de separación-luto crece hasta un clímax golpeador y con palmadas que reafirma la maña inglesa por dar nuevos ritmos al sonido de raíces estadounidenses." Su crítica ha sido tan grande que recibió 3 nominaciones a los Grammy y ganó las tres categorías a las que era nominada.

## Rendimiento comercial
Tras su lanzamiento en Estados Unidos, "Rolling in the Deep" se convirtió en el segundo sencillo de Adele en llegar a ese país. La canción debutó en el Billboard Hot 100 en el número 68 el 25 de diciembre de 2010. Más tarde, se convirtió en su primer número uno en una lista de la Billboard cuando alcanzó el número uno en el Hot Adult Top 40 Tracks en marzo de 2011, luego llegó al número uno en la Billboard hot 100 en mayo de 2011. Hasta abril de 2015, la canción había vendido 8 340 000 copias en los Estados Unidos, convirtiéndose en la segunda canción más vendida en formato digital y, a su vez, la canción más vendida interpretada por una artista femenina. También logró el número uno en otros países como Alemania, Bélgica, Canadá, Corea del Sur, Finlandia, Italia, Países Bajos y Suiza. Mientras en el Reino Unido, llegó a debutar en la segunda ubicación solo por detrás de «Grenade» de Bruno Mars. En marzo de 2014, logró superar el millón de copias en su tierra natal.

## Vídeo musical
El vídeo musical de "Rolling in the Deep" se estrenó en el Canal 4 el 3 de diciembre de 2010. El vídeo comienza con una casa abandonada, donde Adele está sentada en una silla de Presidente. En el vídeo, las escenas muestra cientos de vasos llenos de agua que vibran al ritmo de un tambor, una misteriosa persona (interpretada por Jennifer White, quien también coreografió la secuencia) bailando en una habitación con harina blanca y polvo, el baterista tocando la batería detrás de las escaleras, abajo en la escalera hay una pizarra, alguien lanza platos a cada segundo, desde arriba de la escalera, luego se ve en una mesa una maqueta con una ciudad que empieza a arder en fuego. El vídeo en YouTube ha alcanzado más de 2.190 millones de visitas.

## Promoción
Adele interpretó la canción varias veces. El 24 de noviembre de 2010, la cantante apareció en el programa holandés "Paul de leeuwdel Madiwodovrij Show" para realizar la canción por primera vez el 25 de noviembre de 2010. Ella también interpretó en The Ellen DeGeneres Show en los Estados Unidos el 3 de diciembre de 2010.La canción fue interpretada también de la familia real en el Royal Variety Performance, el 9 de diciembre de 2010; el rendimiento fue emitido el 16 de diciembre de 2010. En Alan Carr: Chatty Man en Estados Unidos el 17 de enero de 2011. El 21 de enero de 2011, Adele realiza "Rolling in the Deep" en la final de "La voz de Holanda" donde interpretó también "Make You Feel My Love" con la finalista Kim de Boer. El 26 de enero de 2011, interpretó la canción en el show de la televisión francesa "Le Grand Journal". La canción también ha aparecido en un spot de televisión para la película de 2011, Soy el número cuatro. Como parte de una gira promocional en América del Norte para el álbum, Adele interpretó la canción en "Late Show with David Letterman" el 21 de febrero de 2011, en "Jimmy Kimmel Live!" el 24 de febrero de 2011, el 1 de marzo de 2011 en "MTV Live" y en "Dancing With The Stars el 10 de mayo de 2011".
La canción ha sido utilizada en la temporada 3 en el episodio 14 de la serie 90210, en la temporada 6 en el episodio 1 de Doctor Who, en la temporada 8 episodio 21 de One Tree Hill y en la temporada 4 de la serie Gossip Girl. También fue incluida en la introducción del CBCa 1 en el juego de la final de la Copa Stanley de 2011 entre los Canucks de Vancouver y los Bruins de Boston. "Rolling in the Deep" fue destacado como el tema principal en el thriller de ciencia ficción Soy el número cuatro y también se utiliza como la melodía del tema para la serie reality "E4 Made in Chelsea". Se usó mucho en promociones durante el Draft de la NBA 2011, también fue interpretada por Adele el 12 de febrero de 2012 en la 54th. en la entrega de los Premios Grammy y el 21 de febrero en la ceremonia de los Premios Brit de la música británica, cabe resaltar que la canción obtuvo los Premios Grammy a la canción y grabación del año, así como al mejor video musical versión corta.

## Versiones
- El 19 de septiembre de 2014, Aretha Franklin publicó su versión de la canción en su cuenta de YouTube, la cual está incluida en su disco Sings the Great Diva Classics. Esta versión alcanzó lo más alto de la lista de música dance de Billboard convirtiéndose en su sexto número uno en esta lista.[14]
- Una versión en vivo por el grupo anglo-irlandés Wonderland fue publicada en su sitio oficial. La versión registrada de estudio será incluida en el álbum de debut como iTunes bonus track. Publicado en Reino Unido y en Irlanda el 6 de junio de 2011.
- Una versión por Mike Posner se filtró en la web como una versión de la canción pop.
- El 23 de marzo de 2011, John Legend publicó una versión a cappella de la canción, disponible como descarga gratuita, a través de su cuenta oficial de SoundCloud.
- Es interpretada en la serie de televisión Glee en el episodio titulado "Prom Queen" por Jonathan Groff y Lea Michele.
- En la décima temporada de "American Idol", la concursante Haley Reinhart interpretó la canción durante la música de la semana del siglo XXI.
- El concursante Vicci Martínez interpretó la canción como su audición. Su versión fue lanzado en iTunes al día siguiente.
- La concursante de la Academia Denisha interpretó una versión blues de este tema logrando buenas críticas por parte del público.
- Maddi Jane "11 years old Maddi Jane" lanzó una versión el 20 de mayo de 2011.
- El 21 de junio de 2011, se realizó una versión por Mike Shinoda y Chester Bennington de Linkin Park en la Cumbre de LP Underground en Hamburgo (Alemania). Se ha registrado en la página de blog oficial de Shinoda. Esta versión logró ubicarse en el número 42 en la lista de sencillos del Reino Unido.[15]
- El 24 de junio de 2011, el dúo Graffiti6 publica la versión de "Rolling In The Deep" en iTunes.
- El 11 de julio de 2011, el grupo Boyce Avenue publicó su versión de la canción en YouTube con muy buena recepción del público, obteniendo más de 1.857.370 reproducciones.
- El 20 de agosto, los conocidos padre e hija Jorge y Alexa Narvaez cantaron esta canción subiéndola a YouTube.
- El 18 de octubre de 2011, el grupo español Auryn sacó a la venta su disco Endless Road, 7058 en el que incluyeron una versión del tema.
- El 10 de noviembre, los hermanos Vazquez Sounds subieron a YouTube su versión de la canción, y lograron un millón de visitas en un día.
- También en 2011, el grupo "Dick Brave & The Backbeats", del cantante Sascha Schmitz grabaron "Rolling in the deep" para su álbum "Rock 'n' Roll Therapy".
- La actriz Ariana Grande realizó una versión de esta canción en su página de YouTube.
- Una versión de DJ Suburban (Diggz vs. Afrojack Peak Hour Club Mix)
- La pequeña concursante de "Britain's Got Talent", Connie Talbot, hizo su propia versión, que aparece en su canal original de YouTube, así como en su web.
- También salió "Rolling In The Deep (Merengue Electrónico Remix)" de Adele con Sophia Del Carmen y Maffio
- En febrero de 2012, la vedette cubana Liz Vega lanzó una versión Cumbia-Pop adaptada al español titulada "Llegando hasta el Fin", causando una polémica de rechazo en las redes sociales.
- En la primera gala de "El Número 1", de Antena 3 (España), una de las concursantes más populares, llamada Roko, hizo su presentación con una versión más roquera del tema de Adele.
- En el concurso La Voz Colombia la concursante Miranda interpretó esta canción en su audición, el sencillo grabado por ella será lanzado en el mes de diciembre para el disco del concurso.
- En el programa de Telecinco "La hora de José Mota" este hace una parodia de la canción por parte de La Blasa, uno de sus personajes.
- Se puede encontrar por YouTube la versión hecha por la banda de indie rock Young the Giant.
- En YouTube hay una versión hecha por la Vocaloid Luka Megurine
- La banda de rock independiente, Estambre (José Manuel Fernández), lanzó en junio de 2015 una versión de "Rolling In The Deep" para iTunes, Spotify y YouTube con un claro estilo "grunge".
- En 2018, la banda estadounidense de rock Greta Van Fleet grabó una versión de la canción para Spotify.
- Linkin Park hizo un cover de la canción en el iTunes Festival de Londres en 2011.

## «If It Hadn't Been for Love»
«If It Hadn't Been for Love» («Si no hubiera sido por amor») está incluida en la edición del sencillo de «Rolling in the Deep». Esta canción también está incluida en la versión de edición limitada británica del álbum 21.

## Lista de canciones
- Descarga digital[16]

1. "Rolling in the Deep" – 3:48

- EP Digital[17]

1. "Rolling in the Deep" – 3:48
2. "Rolling in the Deep (Jamie xx Shuffle)" – 4:17
3. "Rolling in the Deep (Acapella)" – 3:56

- Sencillo en CD[18]

1. "Rolling in the Deep"
2. "If It Hadn't Been for Love" (Michael Henderson, Christopher Stapleton)

## Posicionamiento en listas y certificaciones
| País (2010–2011)                              | Mejor posición |
| --------------------------------------------- | -------------- |
| Alemania (Offizielle Deutsche Charts)         | 1              |
| Australia (ARIA)                              | 3              |
| Austria (Ö3 Austria Top 40)                   | 3              |
| Bélgica (Flandes) (Ultratop 50)               | 1              |
| Bélgica (Valonia) (Ultratop 50)               | 1              |
| Brasil (Billboard Hot 100 Airplay)            | 1              |
| Brasil (Billboard Hot Pop & Popular)          | 1              |
| Canadá (Canadian Hot 100)                     | 1              |
| Corea del Sur (GAON International Chart)      | 1              |
| Dinamarca (Tracklisten)                       | 3              |
| Escocia (Scottish Singles Top 40)             | 1              |
| Eslovaquia (Radio Top 100 Chart)              | 1              |
| España (Top 100 Canciones)                    | 3              |
| Estados Unidos (Billboard Hot 100)            | 1              |
| Estados Unidos (Mainstream Top 40)            | 1              |
| Estados Unidos (Adult Contemporary)           | 1              |
| Estados Unidos (Adult Top 40)                 | 1              |
| Estados Unidos (Rhythmic)                     | 12             |
| Estados Unidos (Hot Dance Club Songs)         | 1              |
| Estados Unidos (Hot R&B/Hip-Hop Songs)        | 21             |
| Estados Unidos (Hot Latin Songs)              | 43             |
| Estados Unidos (Latin Pop Airplay)            | 16             |
| Estados Unidos (Dance/Mix Show Airplay)       | 2              |
| Estados Unidos (Hot Rock & Alternative Songs) | 15             |
| Unión Europea Europa (Euro Digital Songs)     | 1              |
| Finlandia (OFC)                               | 1              |
| Francia (SNEP)                                | 3              |
| Grecia (Billboard Digital Songs)              | 1              |
| Hungría (Rádiós Top 40)                       | 2              |
| Hungría (Single Top 40)                       | 27             |
| Irlanda (IRMA)                                | 2              |
| Israel (Media Forest)                         | 1              |
| Italia (FIMI)                                 | 1              |
| Japón (Japan Hot 100)                         | 6              |
| México (Billboard Mexican Airplay)            | 1              |
| México (Billboard Inglés Airplay)             | 1              |
| Noruega (VG-lista)                            | 3              |
| Nueva Zelanda (Recorded Music NZ)             | 3              |
| Países Bajos (Dutch Top 40)                   | 1              |
| Polonia (Polish Airplay Top 20)               | 1              |
| Portugal (Billboard Digital Songs)            | 1              |
| Reino Unido (UK Singles Chart)                | 3              |
| República Checa (Radio Top 100 Chart)         | 1              |
| Suecia (Sverigetopplistan)                    | 3              |
| Suiza (Schweizer Hitparade)                   | 1              |

| País           | Lista                            | Mejor posición | Ref.   |      |      |      |      |
| 2010           | 2010                             | 2010           | 2010   | 2010 | 2010 | 2010 | 2010 |
| -------------- | -------------------------------- | -------------- | ------ | ---- | ---- | ---- | ---- |
| Países Bajos   | Dutch Top 40                     | 36             | [ 63 ] |      |      |      |      |
| 2011           |                                  |                |        |      |      |      |      |
| Alemania       | Media Control Charts (sencillos) | 4              | [ 64 ] |      |      |      |      |
| Argentina      | CAPIF                            | 1              | [ 65 ] |      |      |      |      |
| Australia      | Australian Singles Chart         | 5              | [ 66 ] |      |      |      |      |
| Austria        | Ö3 Austria Top 40                | 16             | [ 67 ] |      |      |      |      |
| Bélgica        | Ultratop 50 (Flandes)            | 2              | [ 68 ] |      |      |      |      |
| Bélgica        | Ultratop 40 (Valonia)            | 1              | [ 69 ] |      |      |      |      |
| Canadá         | Canadian Hot 100                 | 1              | [ 70 ] |      |      |      |      |
| Corea del Sur  | Gaon International Singles Chart | 13             | [ 71 ] |      |      |      |      |
| Dinamarca      | Tracklisten                      | 10             | [ 72 ] |      |      |      |      |
| España         | Top 50 Canciones                 | 18             | [ 73 ] |      |      |      |      |
| Estados Unidos | Billboard Hot 100                | 1              | [ 74 ] |      |      |      |      |
| Estados Unidos | Pop Songs                        | 5              | [ 75 ] |      |      |      |      |
| Estados Unidos | Adult Contemporary               | 3              | [ 76 ] |      |      |      |      |
| Estados Unidos | Adult Pop Songs                  | 1              | [ 77 ] |      |      |      |      |
| Francia        | 100 premiers singles             | 2              | [ 78 ] |      |      |      |      |
| Grecia         | Top 100 Airplay                  | 19             | [ 79 ] |      |      |      |      |
| Hungría        | Top 100 Airplay                  | 1              | [ 80 ] |      |      |      |      |
| Irlanda        | Irish Singles Chart              | 11             | [ 81 ] |      |      |      |      |
| Israel         | Israeli Airplay Chart            | 2              | [ 82 ] |      |      |      |      |
| Italia         | Classifiche annuali              | 5              | [ 83 ] |      |      |      |      |
| Nueva Zelanda  | New Zealand Singles Chart        | 6              | [ 84 ] |      |      |      |      |
| Países Bajos   | Dutch Top 40                     | 1              | [ 85 ] |      |      |      |      |
| Reino Unido    | UK Singles Chart                 | 9              | [ 86 ] |      |      |      |      |
| Suiza          | Singles Chart                    | 2              | [ 87 ] |      |      |      |      |

### Certificaciones
| País           | Organismo certificador | Certificación | Simbolización | Ventas    | Ref.    |
| -------------- | ---------------------- | ------------- | ------------- | --------- | ------- |
| Alemania       | BVMI                   | Platino       | ▲             | 300 000   | [ 88 ]  |
| Australia      | ARIA                   | Platino       | 7▲            | 490 000   | [ 89 ]  |
| Bélgica        | BEA                    | Platino       | 2▲            | 60 000    | [ 90 ]  |
| Brasil         | ABPD                   | Platino       | ▲             | 60 000    | [ 91 ]  |
| Canadá         | CRIA                   | Platino       | 9▲            | 720 000   | [ 92 ]  |
| Dinamarca      | IFPI                   | Platino       | ▲             | 30 000    | [ 93 ]  |
| España         | PROMUSICAE             | Platino       | ▲             | 40 000    | [ 94 ]  |
| Estados Unidos | RIAA                   | Platino       | 8▲            | 8 340 000 | [ 95 ]  |
| Italia         | FIMI                   | Platino       | 4▲            | 120 000   | [ 96 ]  |
| México         | AMPROFON               | Platino Oro   | 4▲+●          | 240 000   | [ 97 ]  |
| Nueva Zelanda  | RIANZ                  | Platino       | 3▲            | 45 000    | [ 98 ]  |
| Reino Unido    | BPI                    | Platino       | ▲             | 1 000     | [ 99 ]  |
| Suiza          | IFPI                   | Platino       | 3▲            | 90 000    | [ 100 ] |

## Premios y nominaciones
| Premiación                   | Categoría                                    | Resultado |
| 2011                         | 2011                                         | 2011      |
| ---------------------------- | -------------------------------------------- | --------- |
| 4 Video Music Honours Awards | Mejor video                                  | Nominado  |
| BT Digital Music Awards      | Mejor canción                                | Nominado  |
| BT Digital Music Awards      | Mejor video                                  | Nominado  |
| MTV Europe Music Awards      | Mejor video                                  | Nominado  |
| MTV Europe Music Awards      | Mejor canción                                | Nominado  |
| MTV Video Music Awards       | Video del año                                | Nominado  |
| MTV Video Music Awards       | Mejor video femenino                         | Nominado  |
| MTV Video Music Awards       | Mejor video pop                              | Nominado  |
| MTV Video Music Awards       | Mejor dirección de arte                      | Ganador   |
| MTV Video Music Awards       | Mejor fotografía                             | Ganador   |
| MTV Video Music Awards       | Mejor dirección                              | Nominado  |
| MTV Video Music Awards       | Mejor video edición                          | Ganador   |
| Q Awards                     | Mejor canción                                | Ganador   |
| Soul Train Music Awards      | Grabación del año                            | Nominado  |
| Soul Train Music Awards      | Canción del año                              | Nominado  |
| Teen Choice Awards           | Canción revelación                           | Nominado  |
| UK Video Music Awards        | Mejor vídeo pop de un artista británico      | Ganador   |
| UK Video Music Awards        | Mejor cinematografía en un vídeo             | Ganador   |
| UK Video Music Awards        | Mejor dirección de arte y diseño en un vídeo | Nominado  |
| 2012                         |                                              |           |
| Grammy Awards                | Grabación del año                            | Ganador   |
| Grammy Awards                | Canción del año                              | Ganador   |
| Grammy Awards                | Mejor video musical de formato corto         | Ganador   |
| People's Choice Awards       | Canción favorita                             | Nominado  |
| People's Choice Awards       | Mejor video musical                          | Nominado  |

## Historial de lanzamientos
| Región         | Fecha                   | Formato            | Ref.    |
| -------------- | ----------------------- | ------------------ | ------- |
| Países Bajos   | 29 de noviembre de 2010 | Descarga digital   | [ 16 ]  |
| Estados Unidos | 30 de noviembre de 2010 | Descarga digital   | [ 101 ] |
| Japón          | 22 de diciembre de 2010 | Descarga digital   | [ 102 ] |
| Suiza          | 27 de diciembre de 2010 | Descarga digital   | [ 103 ] |
| Alemania       | 27 de diciembre de 2010 | Descarga digital   | [ 104 ] |
| Austria        | 27 de diciembre de 2010 | Descarga digital   | [ 105 ] |
| Alemania       | 14 de enero de 2011     | Sencillo en CD     | [ 106 ] |
| Australia      | 16 de enero de 2011     | EP digital         | [ 107 ] |
| Reino Unido    | 16 de enero de 2011     | EP digital         | [ 108 ] |
| Irlanda        | 16 de enero de 2011     | EP digital         | [ 109 ] |
| Nueva Zelanda  | 16 de enero de 2011     | EP digital         | [ 110 ] |
| Bélgica        | 16 de enero de 2011     | EP digital         | [ 111 ] |
| Suiza          | 16 de enero de 2011     | EP digital         | [ 112 ] |
| Portugal       | 16 de enero de 2011     | EP digital         | [ 113 ] |
| Australia      | 16 de enero de 2011     | EP digital         | [ 114 ] |
| Austria        | 16 de enero de 2011     | EP digital         | [ 115 ] |
| Francia        | 16 de enero de 2011     | EP digital         | [ 116 ] |
| Alemania       | 16 de enero de 2011     | EP digital         | [ 117 ] |
| Dinamarca      | 16 de enero de 2011     | EP digital         | [ 118 ] |
| Canadá         | 16 de enero de 2011     | EP digital         | [ 119 ] |
| Finlandia      | 16 de enero de 2011     | EP digital         | [ 120 ] |
| Grecia         | 16 de enero de 2011     | EP digital         | [ 121 ] |
| España         | 16 de enero de 2011     | EP digital         | [ 122 ] |
| Italia         | 16 de enero de 2011     | EP digital         | [ 123 ] |
| Noruega        | 16 de enero de 2011     | EP digital         | [ 124 ] |
| Luxemburgo     | 16 de enero de 2011     | EP digital         | [ 125 ] |
| Países Bajos   | 16 de enero de 2011     | EP digital         | [ 126 ] |
| Suecia         | 16 de enero de 2011     | EP digital         | [ 127 ] |
| Japón          | 16 de enero de 2011     | EP digital         | [ 128 ] |
| Reino Unido    | 17 de enero de 2011     | Sencillo en CD     | [ 18 ]  |
| Estados Unidos | 1 de febrero de 2011    | Descarga digital   | [ 129 ] |
| Estados Unidos | 8 de marzo de 2011      | Mainstream airplay | [ 130 ] |
| Estados Unidos | 26 de julio de 2011     | Urban airplay      | [ 131 ] |

## Créditos
- Voz: Adele
- Escritores: Adele y Paul Epworth
- Producción, guitarra acústica, guitarra eléctrica: Paul Epworth
- Piano: Neil Cowley
- Mezcla: Tom Elmhirst y Dan Parry
- Ingeniería: Mark Rankin[132]